# Abel Petit
Abel Tomas Petit (Punto Fijo, 4 de mayo de 1974) es un dirigente político, se desempeñó como alcalde del Municipio Carirubana.

## Biografía
Es un político venezolano que entre 2021 y 2024 se desempeñó como alcalde del Municipio Carirubana. Desde el 2012 se ha dedicado a la política municipal por el PSUV participando en concentraciones oficialistas. En 2013 se postuló para el cargo de concejal del municipio Carirubana siendo electo con el 20,53%, entre 2015 y 2018 fue elegido por unanimidad entre los concejales para ser designado como presidente del concejo municipal. En las Elecciones presidenciales de Venezuela de 2018 se presentó a la elección del cargo de Diputado del Consejo Legislativo del Estado Falcón, por el circuito 2 que corresponde a Carirubana y Los Taques siendo electo para cubrir el periodo 2018-2021. En agosto de 2021 tras ganar la elección primaria del PSUV con el 40,27% fue proclamado como candidato a la alcaldía del municipio y en noviembre del 2021 siendo electo con el 49,63% asumiendo de igual manera el cargo el 4 de diciembre de 2021 sucediendo al reconocido fallecido exalcalde Alcides Goitia.

## Posible destitución
Un análisis realizado por el crítico de medios de comunicación Nelsón Semeco mejor conocido en el Estado Falcón como "Piloncito" sobre una posible destitución del alcalde de Carirubana, en resumen trata sobre el incumplimiento de la promesas de mejorar la infraestructura, los servicios públicos. Entre la misma población de Punto Fijo, se rumoraba que el ejecutivo municipal no era manejado por el mismo alcalde, sino por una mujer de identidad desconocida. Solo Petit era llamado para concentraciones políticas y propaganda a favor del gobierno. Pero nada de eso fue confirmado por ningún medio de comunicación.

## Renuncia a la alcaldía
El 5 de septiembre, el exalcalde del municipio Carirubana presentó su renuncia al cargo, lo que sorprendió a muchos en la ciudad de Punto Fijo. Se ha señalado que su renuncia podría estar vinculada a acusaciones de corrupción y desvío de fondos, una situación que ha sido confirmada por algunas fuentes cercanas al gobierno municipal. Posteriormente, fue sucedido en el cargo por el ex-secretario general de gobierno del Estado Falcón, Luis Piña, un hecho que también ha generado controversia en la comunidad local.